# Wallaceodendron
Wallaceodendron é um género botânico pertencente à família Fabaceae.